# Jean-Pierre Giudicelli
Jean-Pierre Giudicelli, född 20 februari 1943 i Pau i Pyrénées-Atlantiques, död 28 april 2024, var en fransk femkampare.
Giudicelli blev olympisk bronsmedaljör i modern femkamp vid sommarspelen 1968 i Mexico City.